# Elecciones presidenciales de Zimbabue de 2002
Las elecciones presidenciales de Zimbabue de 2002 se realizaron entre el 9 al 11 de marzo del mismo año. Las elecciones fueron ganadas por el presidente en ejercicio, Robert Mugabe. Sin embargo, tras varios años de dominación absoluta del poder político de parte de su colectividad, el ZANU-PF, en esta oportunidad, el Movimiento por el Cambio Democrático (MDC), tras unificar las fuerzas de la oposición, logra imponerse con un segundo lugar que alcanzó el 42% de la votación.

## Antecedentes

### Sistema de gobierno
El Presidente de la República es el jefe de Estado y de Gobierno, encargado del Poder Ejecutivo, gobierno con un gabinete de ministros nombrados por él. Es una democracia uninominal, pero cuestionada por órganos internacionales y nacionales, por la falta de libertades de expresión y el control de los medios de comunicación que realiza el gobierno.

### Campaña

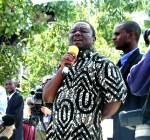
Morgan Tsvangirai, líder de la oposición durante su campaña.

En el período previo a las elecciones, el gobierno impuso leyes severas con restricciones a la libertad de opinión, expresión e información, haciendo alusión a la necesidad de resguardar la seguridad nacional y el orden público. El proyecto legislativo incluía hasta penas de muerte y ser acusados de terrorismo, espionaje o sabotaje cualquier atentado contra esta ley. Incluso el proyecto buscó criminalizar las críticas al Presidente de Zimbabue. Prohibía además cualquier tipo de publicación que fueran perjudiciales para el Estado o que socavaran la confianza pública del gobierno. 
A raíz de estas iniciativas del gobierno fue que diversas organizaciones internacionales, tanto africanas como del resto del mundo participaron de estos comicios aportando a la transparencia del proceso y velando por el buen funcionamiento de la Comisión Electoral, la que mantuvo la neutralidad de las elecciones anteriores. Países como Noruega, Reino Unido, Estados Unidos, Sudáfrica y Kenia fueron algunos de quienes protegieron la integridad de estas elecciones.
La oposición se encontraba unificada bajo el liderazgo de Morgan Tsvangirai, como candidato del Movimiento por el Cambio Democrático, que logró finalmente un segundo lugar, pero con una chance mayor que las oposiciones que habían existido hasta entonces contra el presidente en ejercicio Robert Mugabe.

## Resultados electorales

### Presidenciales
|  | 56,2 % |

|  | 42,0 % |

|  | 1,0 % |

|  | 0,4 % |

|  | 0,4 % |

|  | 95,77 % |

|  | 4,23 % |

|  | 100,00 % |

|  | 55,40 % |